# Sandvik-Västanå naturreservat
Sandvik-Västanå naturreservat är ett naturreservat i Jönköpings kommun i Småland.
Området är skyddat sedan 2018 och är 38 hektar stort. Det är beläget söder om Gränna och består av blandlövskog med äldre träd och död ved samt träd av främst ek och tall. Dessutom av lövsumpskog med klibbal.